# Acacia barattensis
Acacia barattensis är en ärtväxtart som beskrevs av John McConnell Black. Acacia barattensis ingår i släktet akacior, och familjen ärtväxter. Inga underarter finns listade i Catalogue of Life.
Vissa arter inom Acacia-släktet, inklusive Acacia barattensis, har undersökts för sina alkaloida egenskaper som kan ha olika tillämpningar. Även om dokumentationen kring specifik användning av Acacia barattensis är begränsad, har andra Acacia-arter använts inom traditionell medicin eller som psykoaktiva ämnen. Frön från Acacia barattensis samlas in för spridning och måste behandlas för att bryta frövilan för att kunna gro.